# Wokefield
Wokefield – wieś w Anglii, w hrabstwie ceremonialnym Berkshire, w dystrykcie (unitary authority) West Berkshire. Leży 8 km na południowy zachód od centrum miasta Reading i 64 km na zachód od centrum Londynu.